# Wehr (Baden)
Wehr (Baden) (în alemanică Wäär) este o comună din landul Baden-Württemberg, Germania.

## Istoric
Wehr a fost menționat pentru prima dată în 1092. A fost parte a proprietății casei de Schönau până în secolul al XIII-lea, când a devenit parte a Austriei Anterioare. După pacea de la Pressburg comuna a fost predată Marelui Ducat de Baden.